# Guatteria obliqua
Guatteria obliqua este o specie de plante angiosperme din genul Guatteria, familia Annonaceae, descrisă de Robert Elias Fries. Conform Catalogue of Life specia Guatteria obliqua nu are subspecii cunoscute.